# وضع القرفصاء

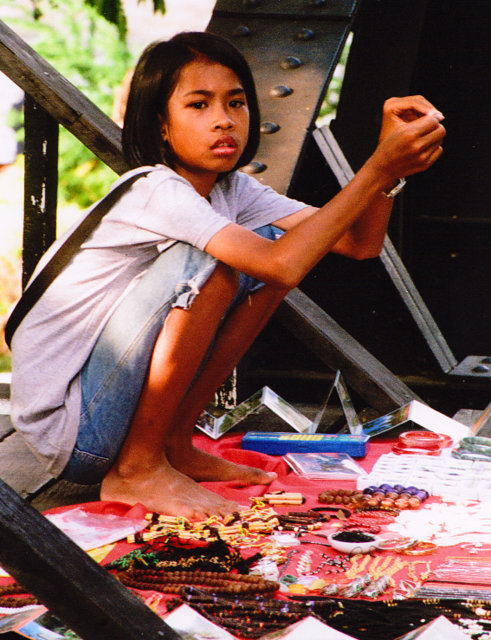
طفلة تايلاندية تجلس في وضعية القرفصاء

وضع القرفصاء هو وضعية مرنة حيث يكون وزن الجسم على القدمين ولكن الركبتين والحوض مثنيان. في المقابل، الجلوس يتضمن دعم وزن الجسم على العظم الإشعي في الحوض، مع ملامسة أسفل الأرداف للأرض أو جسم أفقي. يمكن أن يختلف الزاوية بين الساقين عند القرفصاء من صفر إلى مفروشة بشكل واسع حسب مرونة الشخص. قد تكون هناك أيضًا متغيرات في درجة ميل الجسم العلوي من الوركين. قد يكون القرفصاء إما كاملاً أو جزئياً.
يُعتبر التكتّف عادة مرادفًا للقرفصاء. من الشائع القرفصاء على ساق واحدة والركوع على الساق الأخرى. قد يكون الكعب واحداً أو كلاهما مرفوعاً أثناء القرفصاء. كثير من الأطفال يجلسون القرفصاء بشكل غريزي. في بعض الثقافات مثل الصينية وجنوب شرق آسيا وأوروبا الشرقية، يستخدم البالغون القرفصاء بديلاً عن الجلوس أو الوقوف.

## أصل الكلمة
كلمة "القرفصاء" تأتي من الجذر العربي "قرفص"، الذي يعني "ثنى أو انحنى"، وقد ارتبطت الكلمة بشكل رئيسي بالوضعية التي يكون فيها الشخص مثنيًا ساقيه بشكل يجعله قريبًا من الأرض، وهو وضع شائع عند الجلوس أو التربّع.
تعتبر كلمة "قرفصاء" وصفًا دقيقًا للوضعية التي يتخذها الإنسان عند الجلوس على قدميه مع ثني الركبتين، وتستعمل بشكل خاص في الأدبيات العربية للإشارة إلى هذه الوضعية الجسدية التي قد تمارس في الحياة اليومية أو في بعض الأنشطة الثقافية أو الرياضية.

## متطلبات وضعية القرفصاء
تتطلب وضعية القرفصاء بشكل خاص مرونة جيدة في الورك، ومرونة في الكاحل حول وتر العرقوب (التوضع الخلفي للقدم)، والمعروف أيضًا باسم "الدوران الخلفي"، أي رفع القدم نحو الركبة (بعكس تمدد القدم حيث تأخذ شكل النقطة في امتداد الساق كما في وضع راقصات الباليه).

في عام 1934، ألقى عالم الأعراق مارسيل موس محاضرة عن تقنيات الجسم، والتي تم تحويلها إلى نص مكتوب في عام 1936 وأصبحت من الكلاسيكيات في العلوم الاجتماعية ومن بين النصوص الأكثر تعليقاً في الأنثروبولوجيا. في هذه المحاضرة قال: 

## القرفصاء لدى الثدييات

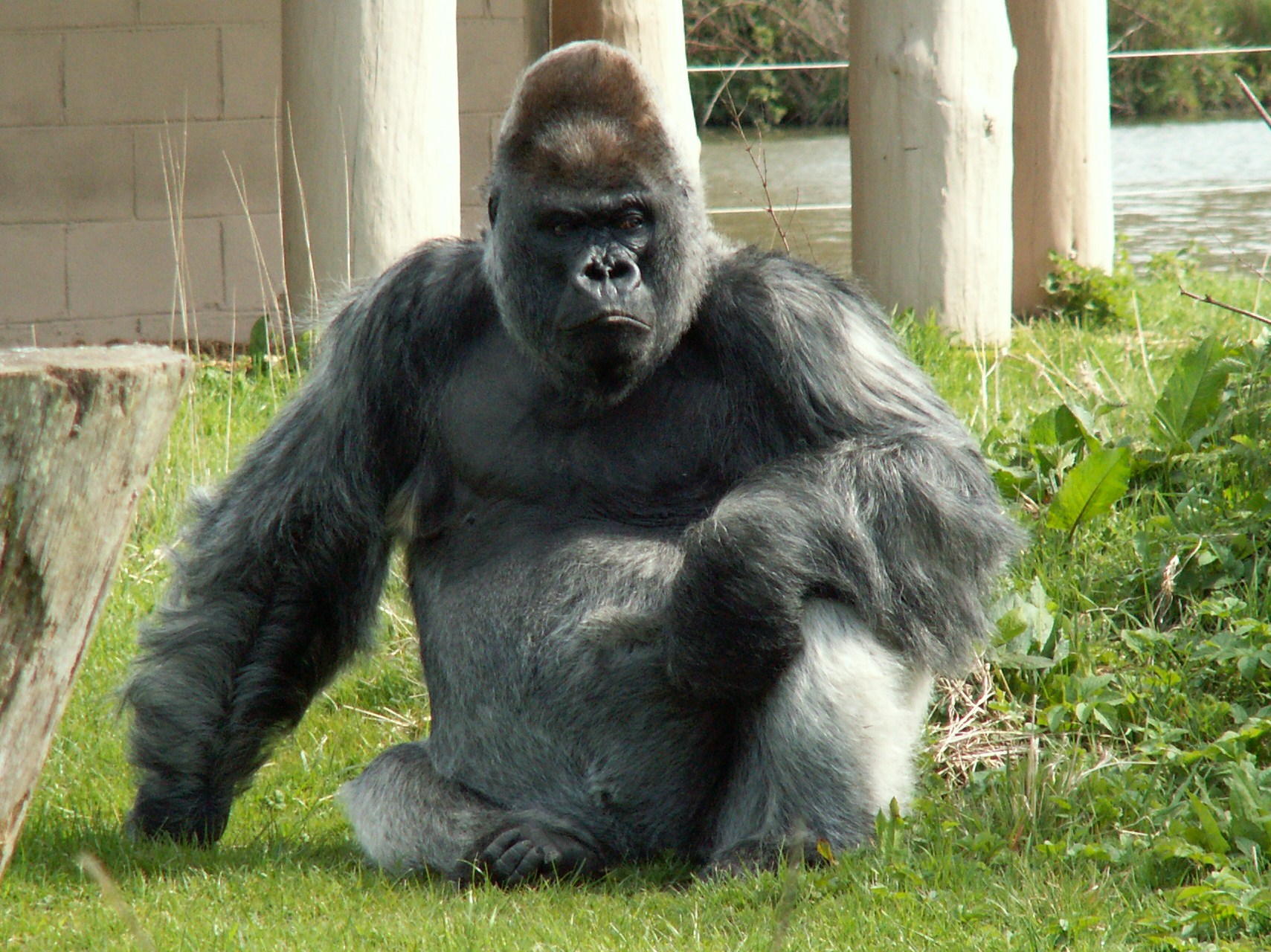
غوريلا تجلس في وضع القرفصاء

في العديد من أنواع القرود، تُعدّ وضعية القرفصاء مع الانحناء الكامل للركبتين هي الوضعية الأكثر شيوعًا. كما هو الحال مع الثدييات الأخرى، تُستخدم هذه الوضعية عندما تكون الأطراف العلوية مشغولة بأداء مهمة مثل تناول الطعام.
تتمتع وضعية القرفصاء بعدة مزايا في التكيف مع الظروف المحيطة. عادةً ما تكون الهدف هو الاقتراب من الأرض لتحقيق فوائد متعددة، مثل:
- تقليل التعرض للأنظار أو تغيير نسبى في زاوية الرؤية.
- الاقتراب من الأشياء على الأرض مثلما يحدث أثناء اللعب.
- العمل في الأرض.
- القبض على الأشياء ورفع الأوزان بالاستفادة من قوة عضلات الفخذ الأمامية (الرباعية) وغيرها.

بالإضافة إلى ميزة القرب من الأرض، توفر القرفصاء أيضًا "تحريرًا" للحوض والبطن السفلي مقارنة بالفخذين والساقين، مما يوفر ظروفًا أفضل للأنشطة العضلية مثل التبرز والولادة.

## القرفصاء في الحضارة الغربية
في الإنسان في المجتمعات الغربية، بما أن العضلات والمفاصل تتعرض لاستخدام غير معتاد، فإن وضعية القرفصاء غير مريحة أو لا يتم اختيارها للراحة، حيث أن أي وضعية جلوس أخرى تكون أكثر راحة. في الواقع، العديد من البالغين في الغرب غير قادرين ببساطة على اتخاذ وضعية القرفصاء؛ يمكنهم فقط الاقتراب منها برفع الكعبين والوقوف على أطراف أصابعهم.